# NGC 3832
NGC 3832 ist eine Balken-Spiralgalaxie vom Hubble-Typ SBc im Sternbild Löwe an der Ekliptik. Sie ist schätzungsweise 307 Millionen Lichtjahre von der Milchstraße entfernt.
Das Objekt wurde am 10. April 1785 von dem deutsch-britischen Astronomen Wilhelm Herschel entdeckt.